# Джил Стайн
Джил Стайн (на английски: Jill Stein) е американска лекарка, активистка и политическа деятелка. Живее в гр. Лексингтън, щата Масачузетс.
Кандидат е за президент на САЩ от Зелената партия през 2012 и 2016 г. Кандидатира се 2 пъти за губернатор на Масачузетс – през 2002 и 2010 г.

## Биография
Родена е в еврейско семейство в Чикаго, щата Илинойс на 13 май 1950 г. Завършва Медицинското училище на Харвард през 1979 г. Тя е активист за честни избори. Омъжена е за лекаря Ричард Рорър, има 2 синове.
Макар да е отгледана в еврейско семейство, тя счита себе си за агностик. Практикува медицина в продължение на 25 години. Става активист през 1998 г.
През октомври 2011 година Стайн обявява своята кандидатура за президент през 2012 година от името на Зелената партия. Обявява се за нов курс на развитие за Америка: „Имаме нужда от нова политика за останалите 99% от Америка, които не получават заплати на изпълнителни директори или не подписват големи чекове на политици. Америка заслужава нов зелен курс, който да осигурява сигурно бъдеще за нас, хората, и за планетата, от която зависим.“
Застава решително срещу скандалния проектозакон Stop Online Piracy Act (SOPA), който е отхвърлен от Конгреса на САЩ. На президентските избори през 2012 г. заема 4-то място, набирайки 468 907 (0,4%) избирателни гласа.